# Elatostema thalictroides
Elatostema thalictroides är en nässelväxtart som beskrevs av Stapf.. Elatostema thalictroides ingår i släktet Elatostema och familjen nässelväxter. Inga underarter finns listade i Catalogue of Life.